# Panhard AML
El Panhard AML (las siglas AML provienen de Auto Mitrailleuse Legére, que literalmente significa autoametralladora ligera), es un automóvil blindado ligero, con tracción a las cuatro ruedas (4x4), diseñado por la empresa francesa Panhard (designación de fábrica AML 245) a finales de los años cincuenta. Surgió a partir de un requerimiento del Ejército de Tierra francés para un vehículo de exploración ligero y pequeño, y que a su vez se encontrase muy bien armado. Habiendo ganado el concurso, el diseño de Panhard comenzó a ser producido a partir de 1960.
Existen dos versiones básicas del vehículo. La más conocida es la versión cazacarros AML 90, y está equipada con un cañón de baja presión y tiro rápido de 90 mm. El otro modelo es el portamortero de apoyo, y monta un mortero de 60 mm. La versión AML 90 representó la mejor relación en la historia de los vehículos blindados entre potencia de fuego y peso. Francia y Sudáfrica construyeron más de 5000 unidades de todas las versiones en total, siendo exportadas a unos 40 países.

## Historia
Durante la década de 1950, el Ejército Francés usaba el automóvil blindado Daimler Ferret de fabricación británica en grandes cantidades pero encargó un diseño propio y Panhard comenzó la producción del AML en 1960. Desde entonces 4000 vehículos han sido completados y la producción continúa para el mercado de exportación. El AML 60/90 ha sido vendido a más de 30 países. Adicionalmente a la producción francesa, se fabricaron 1300 AML 60/90 bajo licencia en Sudáfrica bajo el nombre Enland 60/90.
También fue desarrollada una visión transporte blindado de personal (APC), el Panhard M3. El M3 y el AML comparten un 95 % de las partes, alentando a muchos países a emplear ambos para reducir costos operativos.
Se remotorizaron con motores diésel las versiones para el Ejército Irlandés.
Equipados con una suspensión de muelles helicoidales y frenos de tambor, el AML no tiene asistencia hidráulica en los frenos o la dirección, sólo la dirección de las ruedas delanteras.

## Variantes
Todas las versiones comparten una configuración común: el conductor está sentado al frente con el comandante y el artillero sentados en la torreta. Hay una escotilla a cada lado y la planta motriz en la parte trasera. 
- AML 60: mortero de retrocarga de 60 mm y una ametralladora de 7,62 mm.
- AML 60 HE 60-7: mortero de retrocarga de 60 mm y 2 ametralladoras NF-1 de 7,62 mm.
- AML 60 HE 60-12: mortero de retrocarga de 60 mm y una ametralladora de 12,7 mm.
- AML 60 HE 60-20: mortero de retrocarga de 60 mm y un cañón automático de 20 mm.
- AML 60 S530: artillería antiaérea autopropulsada con un cañón automático doble de 20 mm, usado en Venezuela.
- AML 90: cañón de 90 mm.
- AML 90 Lynx: torreta Hispano-Suiza con un canon GIAT F1 de 90 mm, equipos de visión nocturna, y telemetro láser.
- Eland 60: versión sudafricana del AML 60 HE60-7.
- Eland 90: versión sudafricana del AML 90.
- AML 20: versión para el Ejército Irlandés introducida en años recientes, reemplaza el armamento original del AML 60 con un cañón de 20 mm.
- Panhard M3: transporte blindado de personal.

## Historia operativa
Se entregaron al menos 52 AML-90 al Ejército Libanés entre 1970 y 1972 y vieron considerable acción durante la guerra civil libanesa (1975-1990).
Durante la guerra de las Malvinas, los argentinos desplegaron doce vehículos Panhard AML 90, cuatro del Escuadrón de Exploración de Caballería Blindado 10 y ocho de una Sección del Destacamento de Exploración de Caballería Blindado 181 en la zona de Sapper Hill, cerca de Puerto Argentino. Durante la batalla de Wireless Ridge, el Escuadrón de Exploración de Caballería Blindado 10 combatió a pie, es decir, sin los AML 90, no habiendo enfrentamiento entre blindados en la guerra, cuando estas unidades se encontraron con FV101 Scorpions y FV107 Scimitars de los Blues and Royals ya que el cese del fuego se había producido.
Se abandonaron los AML-90 en Puerto Argentino cuando finalizó el conflicto.
El Ejército de El Salvador usó también al AML-90 contra la guerrilla del FMLN durante la guerra civil de El Salvador

## Usuarios

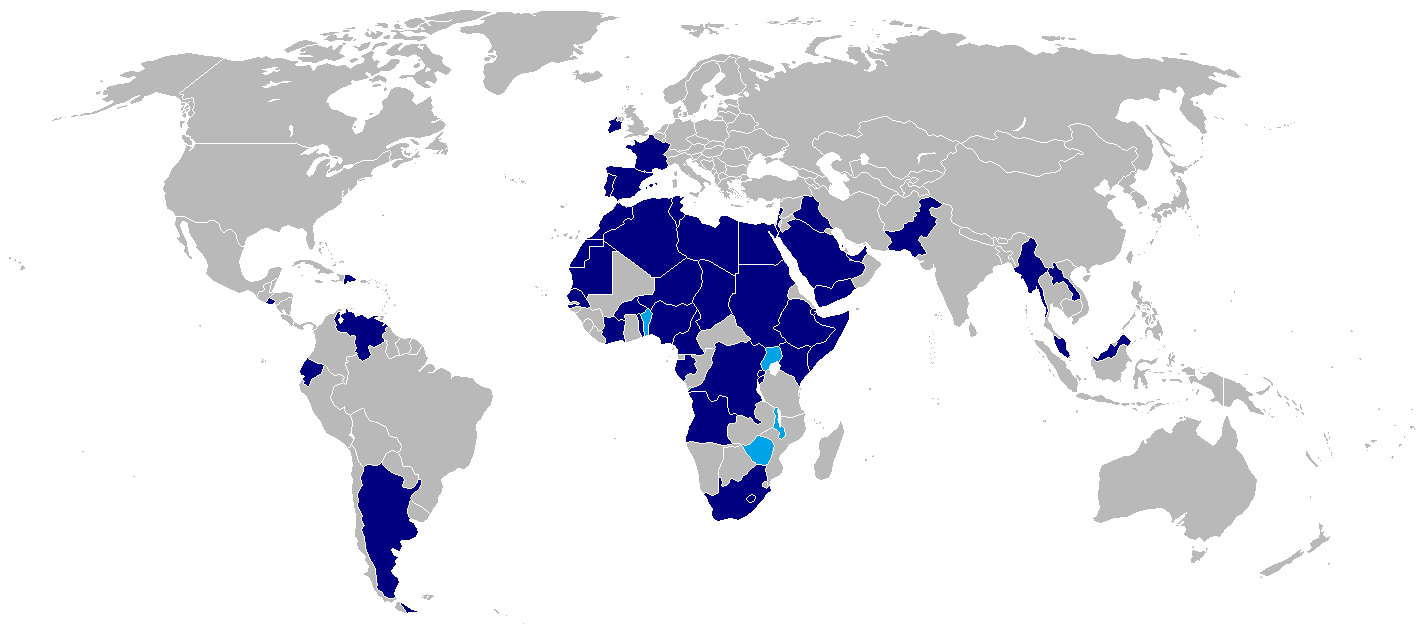
Usuarios de AML en azul.

### Actuales
- Arabia Saudita: 300/235
- Argelia: 55/44 AML-60
- Argentina: 41 AML-90[3]
- Baréin: 48, 22 AML-90 y 26 AML-60
- Benín: 22
- Bosnia y Herzegovina: 12
- Burkina Faso: 15
- Burundi: 18
- Camerún: 100
- Chad: 50
- Costa de Marfil: 16, 8 AML-90 y 6 AML-60
- Colombia: 40 con la Policía Nacional de Colombia
- Gabón: 24
- Ecuador: 27
- Egipto
- El Salvador: 10 AML-90
- Emiratos Árabes Unidos: 50, 49 AML-90
- Irak: 10
- Irlanda: 52
- Israel[cita requerida]
- Kenia: 72
- Líbano: 70, 60 AML-90 en servicio con el Ejército Libanés, entre 1976 y 1990.
- Lesoto: 10
- Malasia: 140 AML-60
- Malaui: 13
- Marruecos: 230, 140 AML-90 y 38 AML-60
- Mauritania: 60, 39 AML-90 y 20 AML-60
- Nigeria: 180, 120 AML-90 y 60 AML-60
- Níger: 125
- Portugal: 40, 15 AML-90 y 32 AML-60
- República Democrática del Congo: 40+
- Ruanda: 12 AML-60
- Senegal: 57, 24 AML-90 y 28 AML-60
- Somalilandia
- Sudáfrica: 118
- Sudán: 6 AML-90
- Togo: 10
- Túnez: 35, 20 AML-90 y 10 AML-60
- Yemen: 185
- Yibuti: 24
- Zimbabue: 20 AML-90

### Anteriores
- Francia: AML-60, AML 90.
- España: AML-60, AML-90, M3 VTT.
- Camboya: número desconocido de AML-60 y AML-90 en servicio entre 1960 y 1975.
- Rodesia: 34 Eland 90 y Eland 60 en servicio en las fuerzas de seguridad de Rhodesia en 1979,[4] pasados a los Estados sucesores.
- Venezuela: 12 AML-60 S530.

## Galería

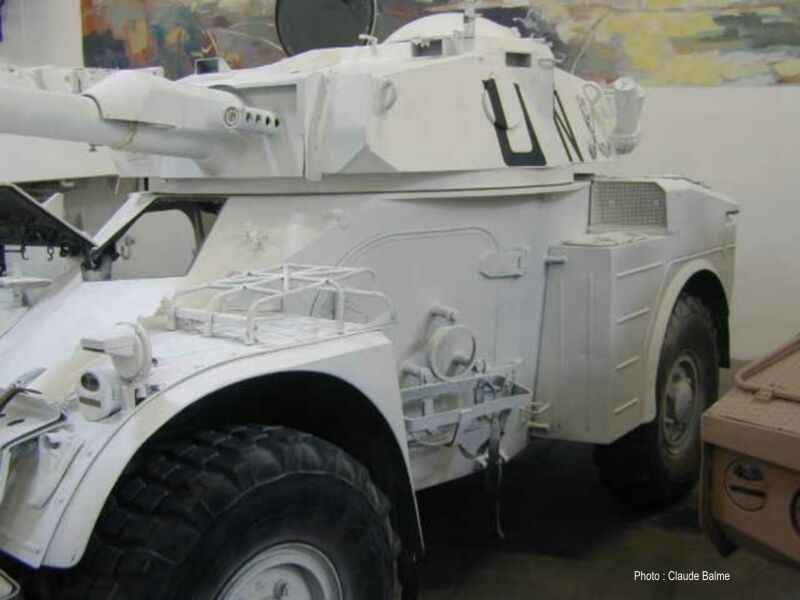
Panhard AML con colores de la ONU.
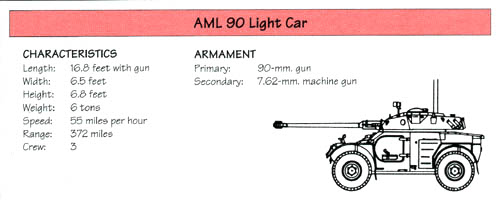
Ficha de reconocimiento del AML-90.
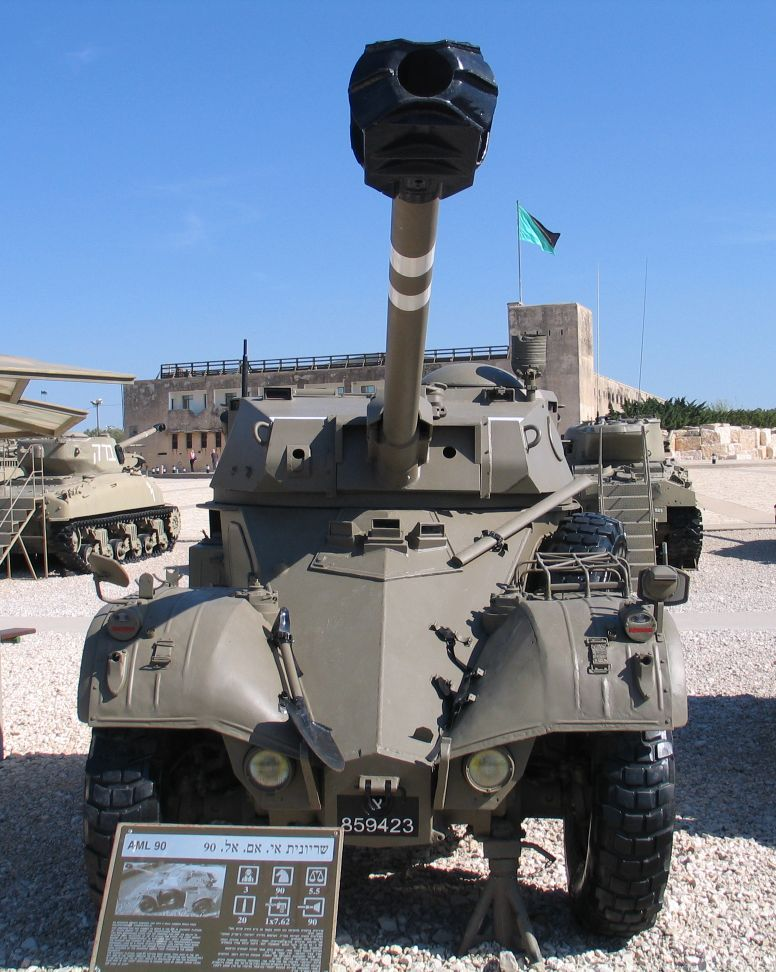
EL AML-90 del Museo Yad la-Shiryon Museum, Israel.
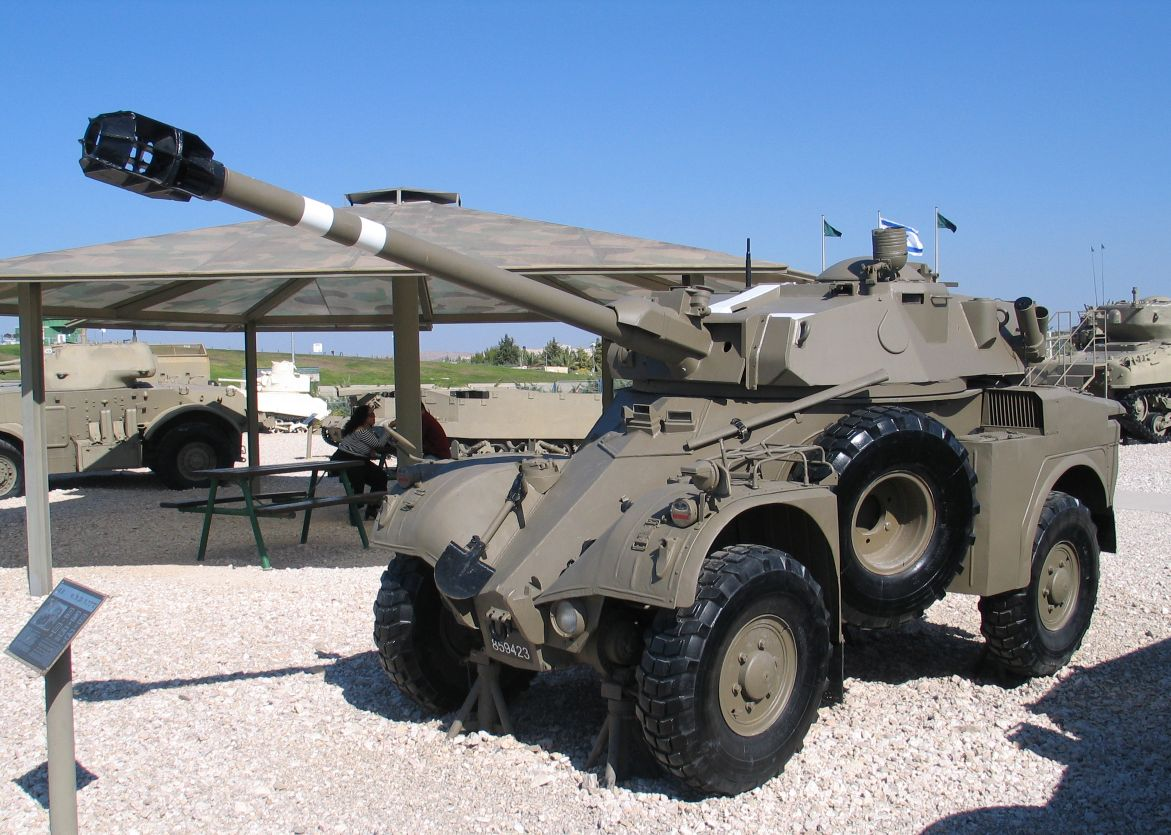
Vista tres cuartos.
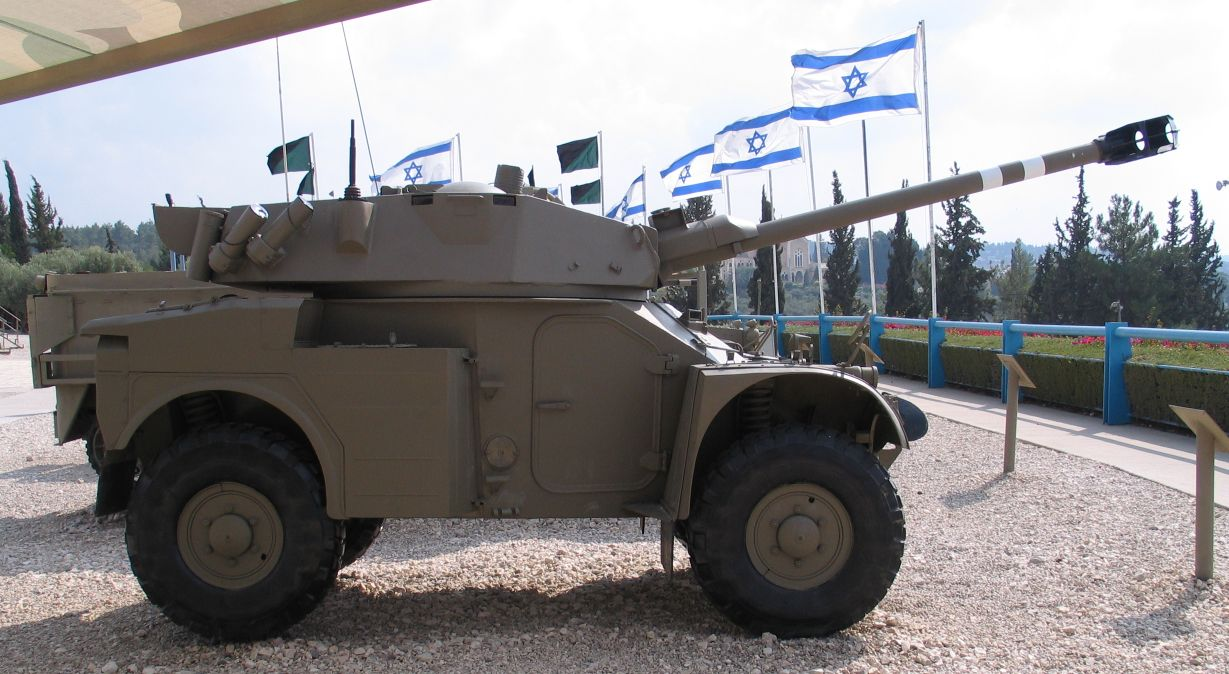
De perfil.
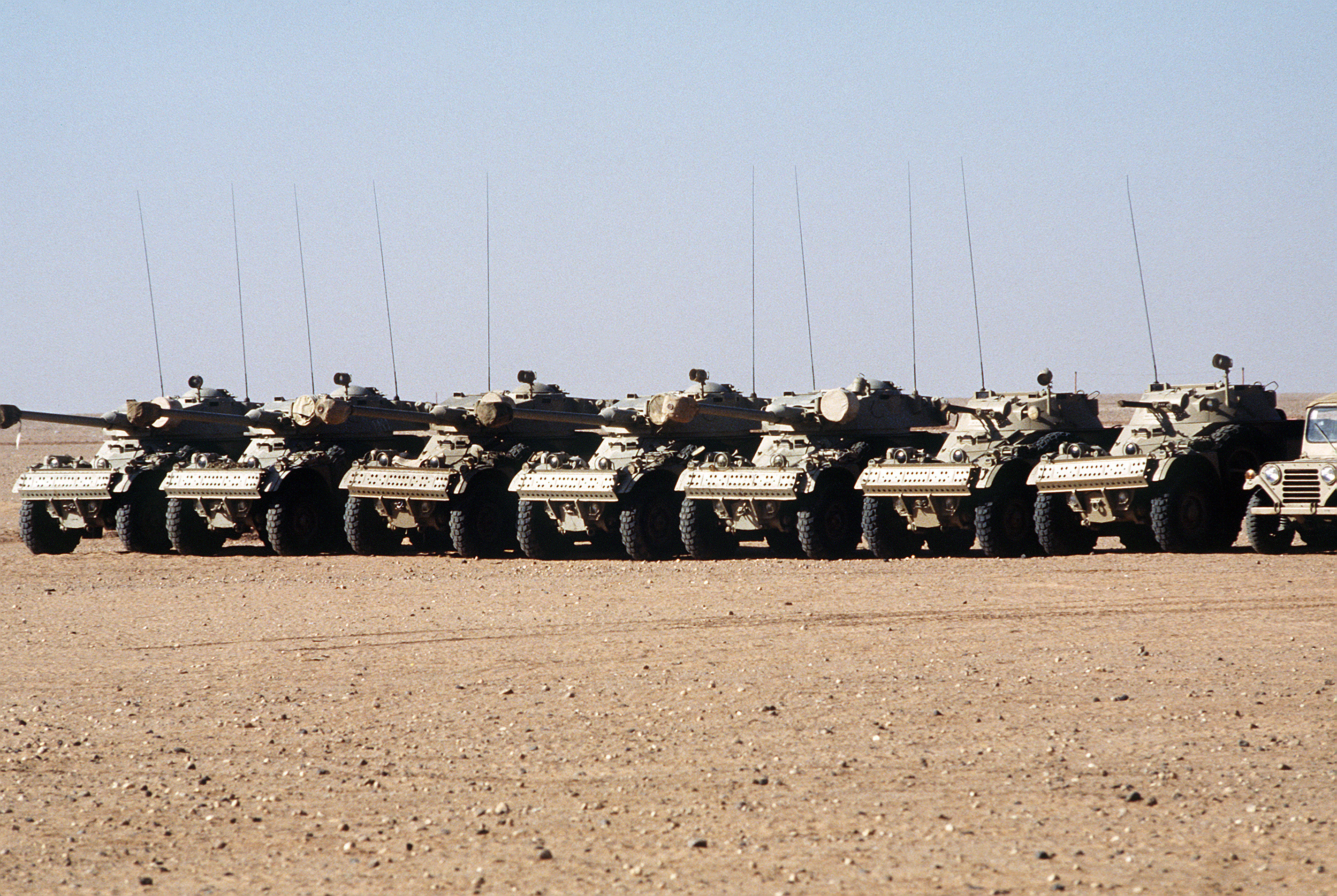
Varios Panhard AML del Ejército de Níger durante la Operación Escudo del Desierto.
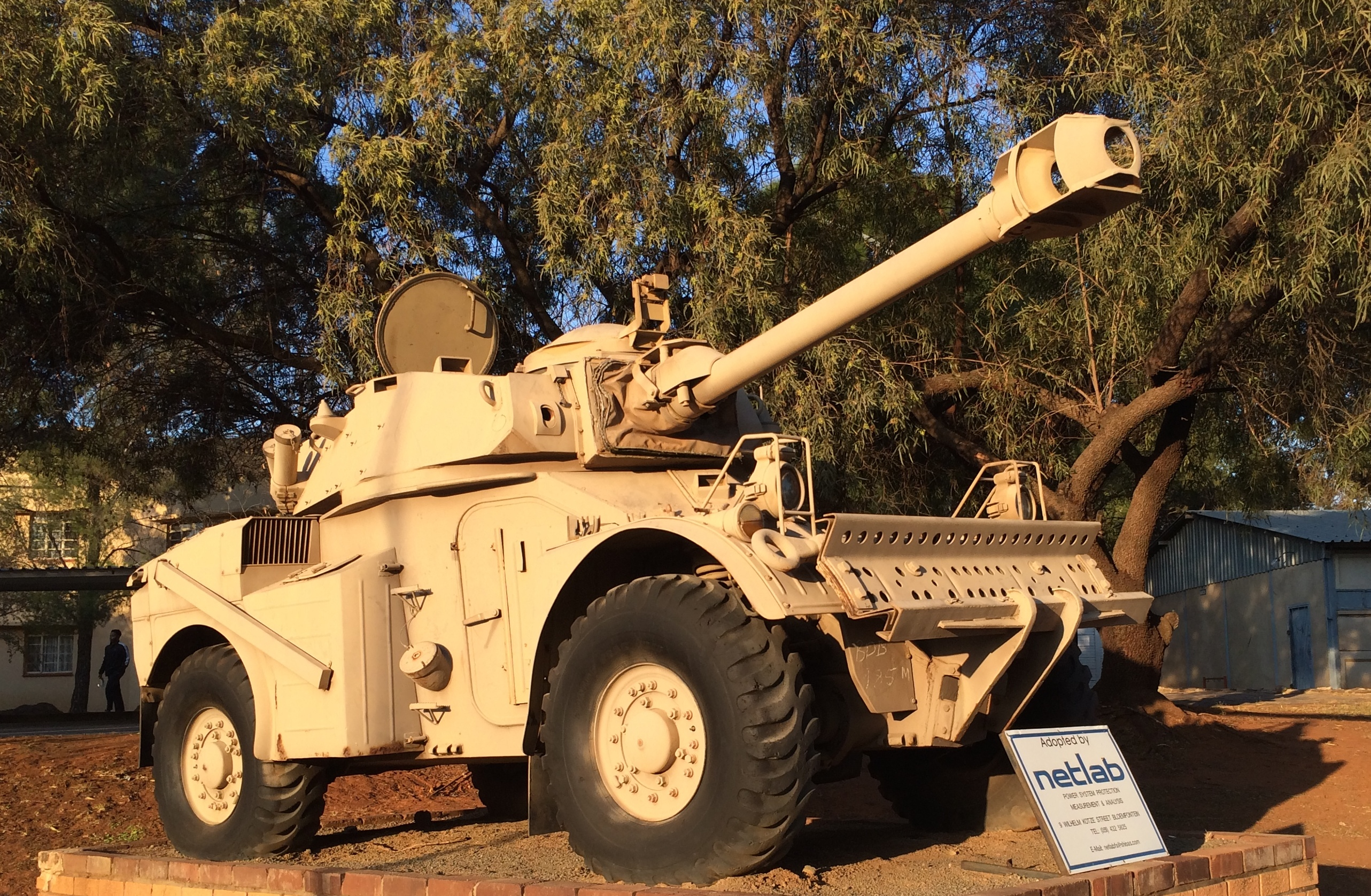
Eland 90 Mk.7, Bloemfontein 2014.
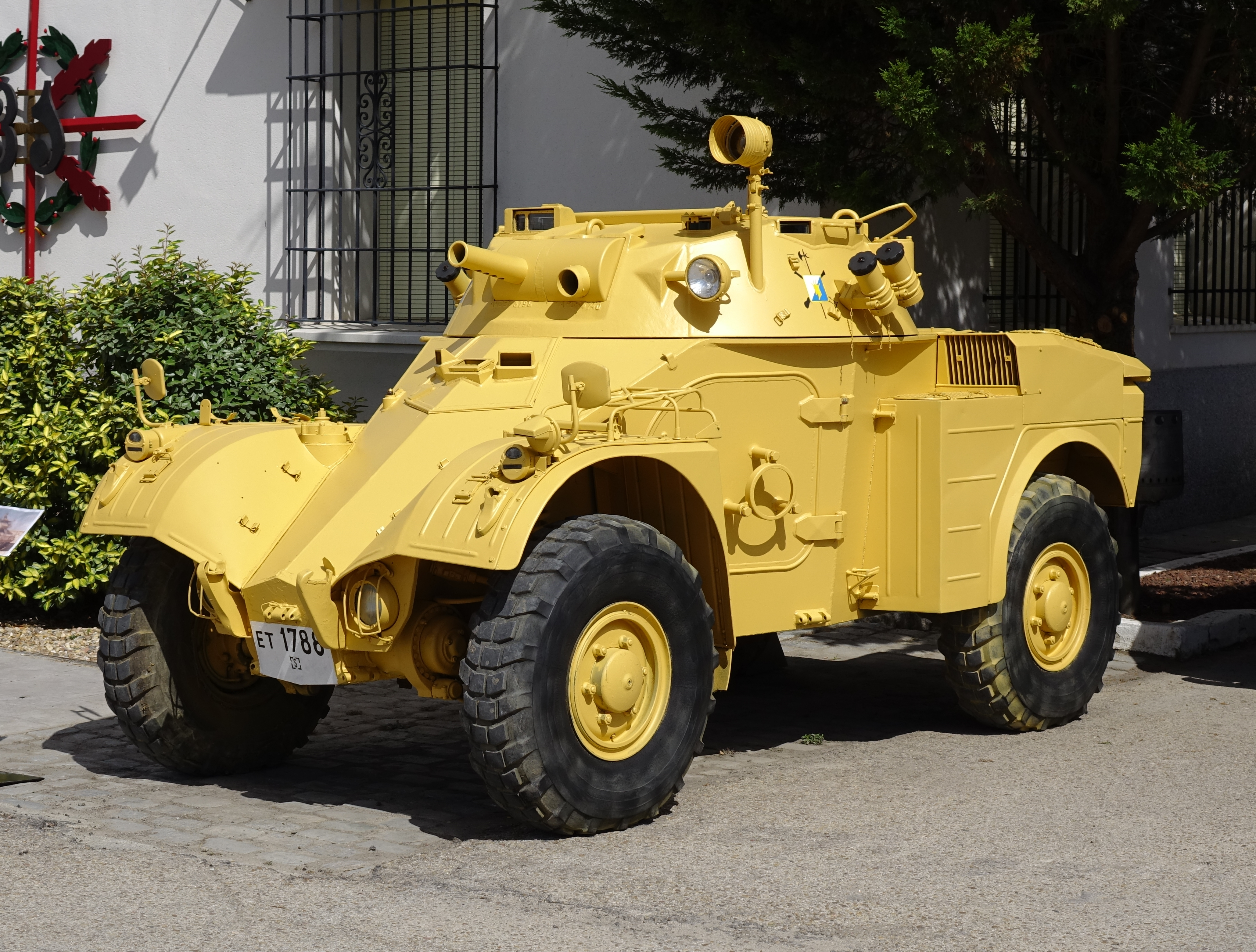
AML-60 con lanzagranadas automático LAG-40 del Ejército de Tierra español.

### Vehículos similares
- Panhard 178
- M8 Greyhound
- EBR-75
- BRDM-2
- Bravia Chaimite
- FV107 Scimitar
- FV101 Scorpion
- EE-09 Cascavel
- VEC
- VBC-90

### Listas relacionadas
- Anexo:Materiales históricos del Ejército de Tierra de España desde la posguerra